# Magnien
Magnien es una localidad y comuna de Francia, en la región de Borgoña, departamento de Côte-d'Or, en el distrito de Beaune y cantón de Arnay-le-Duc. Está integrada en la Communauté de communes du Pays d’Arnay.

## Demografía
Su población en el censo de 1999 era de 301 habitantes.
| 654 | 645 | 580 | 671 | 717 | 720 | 736 | 703 | 683 | 641 | 638 | 631 | 645 | 650 | 669 | 681 | 644 | 584 | 574 | 519 | 454 | 413 | 438 | 403 | 391 | 395 | 374 | 392 | 380 | 350 | 337 | 301 |
| Para los censos de 1962 a 1999 la población legal corresponde a la población sin duplicidades (Fuente: INSEE [Consultar]) |     |     |     |     |     |     |     |     |     |     |     |     |     |     |     |     |     |     |     |     |     |     |     |     |     |     |     |     |     |     |     |